# Historia de Hannover (región)

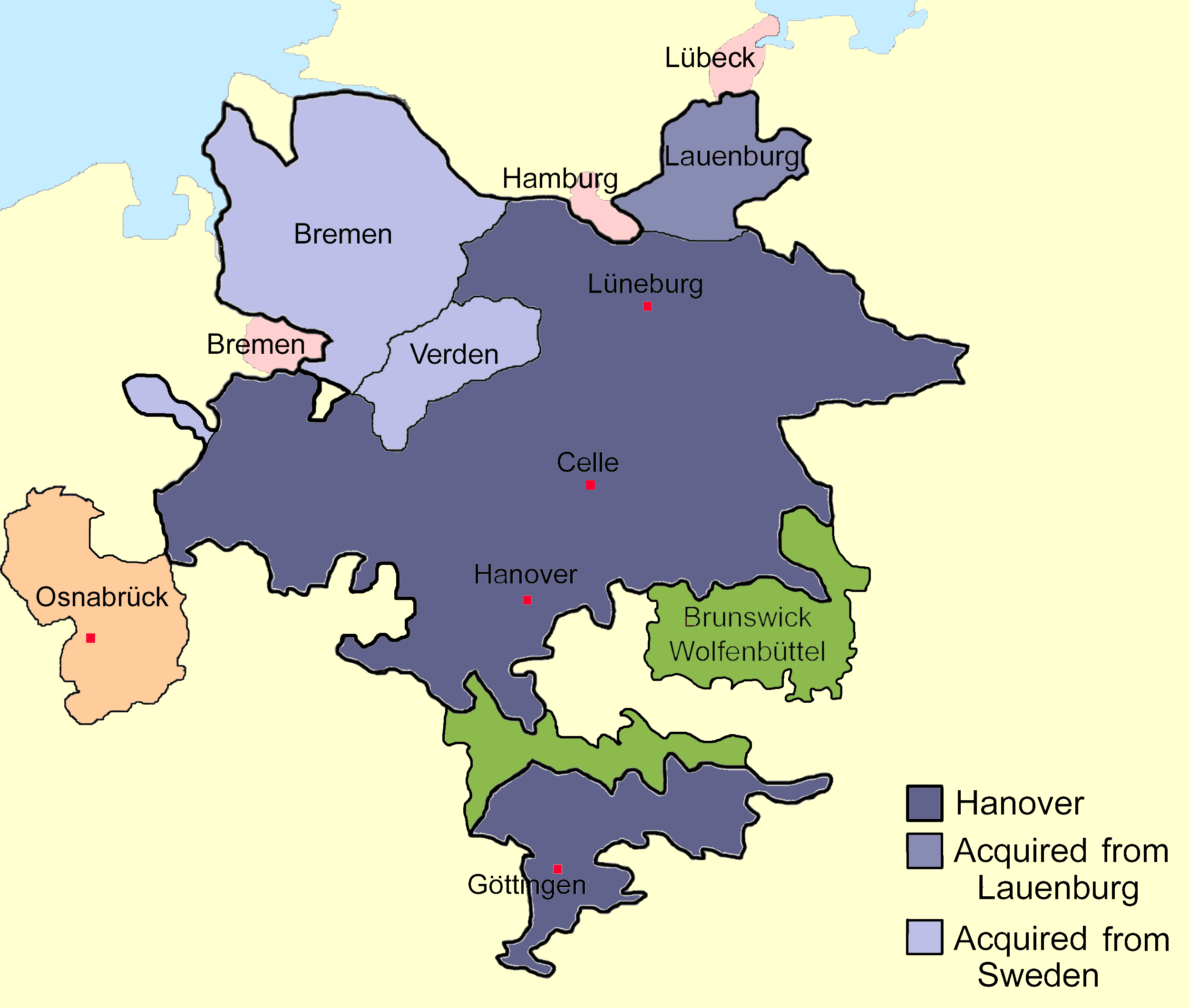
Mapa en esbozo de Hannover, h. 1720, que muestra las ubicaciones relativas de Hannover, Brunswick-Wolfenbüttel, y el principado-electorado de Osnabrück. Hannover adquirió Bremen-Verden en 1719.

Hannover (en alemán: Hannover) es un territorio que, dependiendo del momento histórico, ha sido un principado dentro del Sacro Imperio Romano, un Electorado dentro del mismo, un reino independiente, y una provincia subordinada dentro del reino de Prusia. El territorio recibió su nombre por su capital, la ciudad de Hannover, que era la principal ciudad de la región desde 1636. En uso contemporáneo, el nombre se usa sólo para la ciudad; la mayor parte del territorio histórico de Hannover forma la parte principal del Land alemán de Baja Sajonia pero excluye ciertas áreas.

## Formación
Hannover fue formada por la unión de varias divisiones dinásticas del ducado de Brunswick-Luneburgo, con la sola excepción de Brunswick-Wolfenbüttel. Desde 1714 hasta 1837, se le unió en una unión personal con el Reino Unido, que terminaron con el ascenso en el Reino Unido de la reina Victoria, como en Hannover, una mujer no podía gobernar si había un descendiente masculino. Hasta 1803, cuando fue ocupado por tropas francesas y prusianas, Hannover fue un estado que constituyó el Sacro Imperio Romano Germánico; cuando recuperó la independencia en 1814, Hannover se elevó a la categoría de reino, que duró hasta 1866.

## Edad Media
Hannover fue fundada en época medieval en la orilla oriental del río Leine. Su nombre original Honovere puede significar "alta orilla (del río)", aunque esto es objeto de debate (cf. das Hohe Ufer). Hannover era un pequeño pueblo de capitanes de transbordador y pescadores que se convirtió en una ciudad relativamente grande en el siglo XIII debido a su posición en un cruce de caminos natural. Como el viaje por tierra era relativamente difícil, su posición en las regiones navegables del río le ayudaron a crecer incrementando el comercio. Se relacionó con la ciudad hanseática de Bremen por el Leine, y estaba situada cerca del borde meridional de la amplia llanura del norte de Alemania y noroeste de los montes del Harz, de manera que el tráfico este-oeste como trenes de mulas pasaban por él. Hannover fue así una puerta de entrada a los valles de los ríos Rin, Ruhr y Sarre, sus zonas industriales donde crecieron hasta el sudoeste y las regiones de llanuras al este y el norte, pues el tráfico interior bordeando el Harz entre los Países Bajos y Sajonia o Turingia.
En el siglo XIV se construyeron las principales iglesias de Hannover, así como una muralla defensiva con tres puertas. El comienzo de la industrialización de Alemania llevó a comerciar en hierro y plata de los montes Harz septentrionales, lo que incrementó la importancia de la ciudad.

## Ducado de Brunswick y Luneburgo
El título «duque de Brunswick y Luneburgo» (en alemán: Herzog zu Braunschweig und Lüneburg) lo ostentaron, desde 1235, muchos miembros de la Casa de Welf que gobernaban varios pequeños principados en el noroeste de Alemania. Algunos de esos principados no tuvieron todas las características formales de un estado, no siendo continuos ni indivisibles. Cuando varios hijos de un duque competían por el poder, las tierras eran a menudo divididas entre ellos; cuando una rama de la familia perdía el poder o se extinguía, sus tierras eran repartidas entre los miembros supervivientes de la familia; algunos duques también intercambiaron sus territorios. Los territorios fueron nombrados por sus ciudades principales donde los duques tenían (o tuvieron en algún momento) sus Residenz, esto es, Calenberg, Gotinga, Grubenhagen, Luneburgo, Wolfenbüttel. El elemento unificador de todos esos territorios fue que estuvieron gobernados por descendientes por línea masculina del duque Otón I de Brunswick-Luneburgo, sobrino del emperador Otón IV.

### Principado de Luneburgo
La línea que llevaría a la casa de Hannover fue la de Bernardo, uno de los tres hijos del duque Magnus II quien había gobernado conjuntamente un ducado unificado de Brunswick desde 1388, pero dividió el territorio en 1428 y 1432. Bernardo recibió el territorio de Luneburgo, cuya principal ciudad era Celle.
Desde 1527 hasta 1642 el principado de Harburgo, con sede en Harburgo, se segregó de Luneburgo. En 1569, Luneburgo se dividió entre Enrique III (línea de Dannenberg) y Guillermo VI (línea de Luneburgo), los hijos de Ernesto el Confesor, tataranieto de Bernardo.
Un primo distante de la línea de Luneburgo, Federico Ulrico, quien gobernó los principados de Wolfenbüttel y de Calenberg, murió en 1634. Después de un poco de disputas, sus territorios se dividieron en 1635 entre las ramas de Dannenberg y de Celle de la línea Luneburgo. Augusto, hijo de Enrique III, se convirtió en duque de Brunswick-Wolfenbüttel y sus descendientes con el tiempo gobernaron el ducado de Brunswick.
Los primeros cuatro hijos de Guillermo gobernaron Luneburgo sucesivamente tras la muerte de su padre en 1592 a 1648. El quinto hijo, Jorge recibió los territorios de Calenberg y Gotinga en 1635. En 1636 trasladó la sede de los duques de Calenberg de Pattensen a la ciudad de Hannover en el territorio de Calenberg. Este fue el núcleo del estado de Hannover, aunque el territorio tendría que esperar hasta 1814 antes de recibir "Hannover" como su nombre oficial.
En 1648, el duque de Calenberg heredó Luneburgo de su tío Federico, el último superviviente de los cinco hijos de Guillermo. De 1648 a 1705, Luneburgo (el territorio más grande) lo detentaba la línea sénior de la línea Luneburgo, y Calenberg por el más joven.
En 1692, el emperador prometió elevar el ducado de Calenberg, Ernesto Augusto, duque de Brunswick-Luneburgo al rango de Elector. Esta promoción no se hizo efectiva hasta que fue reconocido por la dieta imperial en 1708, diez años después de la muerte de Ernesto Augusto.
Mientras tanto, su hijo, Jorge Luis, heredó Luneburgo de su tío en 1705, doblando el tamaño de Hannover.

### Tabla
| Duques de Brunswick y Luneburgo en Luneburgo y Calenberg | Duques de Brunswick y Luneburgo en Luneburgo y Calenberg | Duques de Brunswick y Luneburgo en Luneburgo y Calenberg | Duques de Brunswick y Luneburgo en Luneburgo y Calenberg |
| Imagen                                                   | Nombre                                                   | Fecha                                                    | Notas |
| -------------------------------------------------------- | -------------------------------------------------------- | -------------------------------------------------------- | --- |
|                                                          | Guillermo                                                | 1559-1592                                                | Gobernó con su hermano Enrique hasta 1569, y solo en Luneburgo después.                                                                                     |
|                                                          | Ernesto II                                               | 1592-1611                                                | Hijo mayor de Guillermo, gobernó Luneburgo. |
|                                                          | Cristián                                                 | 1611-1633                                                | Segundo hijo de Guillermo, gobernó Luneburgo. |
|                                                          | Augusto                                                  | 1633-1636                                                | Tercer hijo de Guillermo, gobernó Luneburgo. |
|                                                          | Federico                                                 | 1636-1648                                                | Cuarto hijo de Guillermo, gobernó Luneburgo. |
|                                                          | Jorge                                                    | 1635-1641                                                | Quinto hijo de Guillermo. Gobernó en Calenberg y Gotinga, trasladó su sede ducal a Hannover en 1636.                                                        |
|                                                          | Cristián Luis                                            | 1641-1665                                                | Hijo del precedente. Gobernó en Calenberg hasta 1648, cuando heredó el principado de Luneburgo de su tío Federico y gobernó allí a partir de entonces.      |
|                                                          | Jorge Guillermo                                          | 1648-1705                                                | Hermano del precedente. Gobernó en Calenberg hasta 1665, y Luneburgo a partir de entonces. Adquirió el ducado de Sajonia-Lauemburgo en 1689.                |
|                                                          | Juan Federico                                            | 1665-1679                                                | Hermano del precedente. Gobernó sólo en Calenberg. |
|                                                          | Ernesto Augusto                                          | 1679-1698                                                | Hermano del precedente. Gobernó en Calenberg. Se le concedió el rango de Elector en 1692.                                                                   |
|                                                          | Jorge Luis                                               | 1698-1708                                                | Hijo del precedente. Heredó el territorio de Luneburgo y el ducado de Sajonia-Lauemburgo de su tío Jorge Guillermo en 1705. Instalado como Elector en 1708. |

## Edad Moderna

### Electorado de Hannover 1708-1814
En 1636 Jorge de Brunswick-Luneburgo, gobernante de Brunswick-Luneburgo principado de Calenberg, trasladó su residencia a Hannover. Los duques de Brunswick-Luneburgo fueron elevados por el Sacro Imperio Romano Germánico al rango de príncipe elector en 1692 por el emperador Leopoldo I, y se hizo por la ayuda que le dio en la Guerra de la Gran Alianza. Hubo protestas contra la adición de un nuevo elector, y la elevación no se hizo oficial (con la aprobación de la dieta imperial hasta 1708, en la persona del hijo de Ernesto Augusto, Jorge Luis. Aunque los títulos del elector eran más exactamente duque de Brunswick-Luneburgo y Elector del Sacro Imperio Romano Germánico, se le llama habitualmente como Elector de Hannover por su residencia.
El electorado estaba legalmente obligado a mantenerse indivisible: podía añadir territorio, pero no enajenar territorio ni dividirlo entre varios herederos; y su sucesión debía seguirse por la línea primogénita masculina. El territorio asignado al electorado incluía los principados de Brunswick-Luneburgo de Calenberg, Grubenhagen, y Luneburgo (incluso aunque en la época Luneburgo estaba gobernada por el hermano mayor de Ernesto Augusto) y los condados de Diepholz y Hoya.
Sus electores más tarde se convertirían en monarcas de Gran Bretaña (y desde 1801, del Reino Unido de Gran Bretaña e Irlanda). El primero de ellos fue Jorge I Luis, quien accedió al trono británico en 1714 (véase casa de Hannover). La influencia de los electores en Alemania también creció: heredaron los anteriores territorios suecos de Bremen y Verden en 1719. Como parte de la mediatización alemana de 1803, el Electorado recibió el principado-arzobispado de Osnabrück. 
El Electorado se convirtió en campo de batalla durante la Guerra de los Siete Años después de la Invasión de Hannover por Francia. Intervino del lado de la Prusia de Federico II el Grande. La batalla de Hastenbeck se libró cerca de la ciudad el 26 de julio de 1757. Fue tomado de nuevo por fuerzas anglo-alemanas lideradas por Fernando de Brunswick al año siguiente. En la Convención de Klosterzeven se acordó que Hannover debía ser neutral con amplias partes del Electorado ocupadas por fuerzas francesas. Jorge II posteriormente revocó la Convención, y reformó el Ejército de Observación contraatacó y expulsó a los franceses del Electorado. Posteriores ataques franceses fueron rechazados.
| Electores de Hannover | Electores de Hannover | Electores de Hannover | Electores de Hannover |
| Imagen                | Nombre                | Fecha                 | Notas |
| --------------------- | --------------------- | --------------------- | --- |
|                       | Jorge I               | 1708-1727             | Jorge Luis, hijo de Ernesto Augusto. Se convirtió en rey de Gran Bretaña en 1714. Adquirió Bremen y Verden en 1719.                                           |
|                       | Jorge II              | 1727-1760             | Hijo del precedente. |
|                       | Jorge III             | 1760-1814             | Nieto del precedente. Se convirtió en rey del Reino Unido (incluida Irlanda) en 1801. Abandonó el título electoral y se convirtió en rey de Hannover en 1814. |

## Edad Contemporánea
El 5 de julio de 1803, el Electorado de Hannover fue ocupado por alrededor de 35.000 soldados franceses después de la Convención de Artlenburg (Convención del Elba). La Convención también exigía que se deshiciera el ejército de Hannover. Sin embargo, Jorge III no reconoció la Convención del Elba. Desde 1807 hasta 1813, el territorio hannoveriano fue parte del reino de Westfalia. Sin embargo, el gobierno de Jorge III no reconoció la anexión francesa (estando en guerra continuamente con Francia a lo largo de todo el período) y ministros hannoverianos siguieron operando desde Londres. El gobierno hannoveriano mantuvo su propio servicio diplomático separado, que tuvo relaciones con países como Austria y Prusia, con quienes el Reino Unido en sí estaba técnicamente en guerra. El ejército hannoveriano fue disuelto, pero muchos de los oficiales y soldados marcharon a Inglaterra, donde formaron la King's German Legion. Era sólo tropas de Hannover y Brunswick que consistentemente se opusieron a Francia a través de todas las guerras napoleónicas. La KGL fue el único ejército alemán que luchó con continuidad durante todas las guerras napoleónicas contra los franceses. Tuvieron un papel importante en la batalla de Waterloo en 1815.
Aunque el Sacro Imperio Romano Germánico se disolvió en 1806, el gobierno de Jorge III no consideró la disolución como algo definitivo, y continuó siendo llamado "Elector de Hannover" hasta 1814.

### Reino de Hannover 1814-1866
En 1813, Jorge III fue restaurado a sus territorios hannoverianos, y en octubre de 1814 se erigieron en un Reino de Hannover en el Congreso de Viena. El Congreso de Viena instituyó un intercambio territorial entre Hannover y Prusia, según el cual Hannover incrementó su territorio sustancialmente, obteniendo el Obispado de Hildesheim, Frisia Oriental, el Condado Bajo de Lingen y la parte septentrional del obispado de Münster. Perdió esas partes del ducado de Lauenburgo a la derecha del Elba, y varios pequeños exclaves en el este.
En la época de la unión personal de las coronas del Reino Unido y Hannover (1714-1837), los monarcas raramente visitaron la ciudad. De hecho, durante los reinados de los tres últimos gobernantes conjuntos (1760-1837), hubo sólo una breve visita, por Jorge IV en 1821. Desde 1816 a 1837 el virrey Adolfo representó al monarca en Hannover.
El último monarca británico que gobernó en Hannover fue Guillermo IV. La Ley semisálica, que requería sucesión por la línea masculina si era posible, prohibía el ascenso de la reina Victoria en Hannover. Las leyes sucesorias británicas daban precedencia masculina sólo sobre sus hermanas. Como descendiente por vía masculina de Jorge I, la reina Victoria era ella misma un miembro de la casa de Hannover. Sus descendientes, sin embargo, llevaban el nombre titular de Sajonia-Coburgo-Gotha. Por eso Hannover pasó al hermano de Guillermo IV, Ernesto Augusto
En la guerra austro-prusiana de 1866, Hannover fue anexionada por Prusia y se convirtió en la provincia de Hannover. A pesar de que se esperaba que Hannover derrotara a Prusia en la batalla de Langensalza, Prusia empleó el orden de batalla Kesselschlacht de Moltke el Viejo en lugar de eso, para destruir el ejército hannoveriano. 

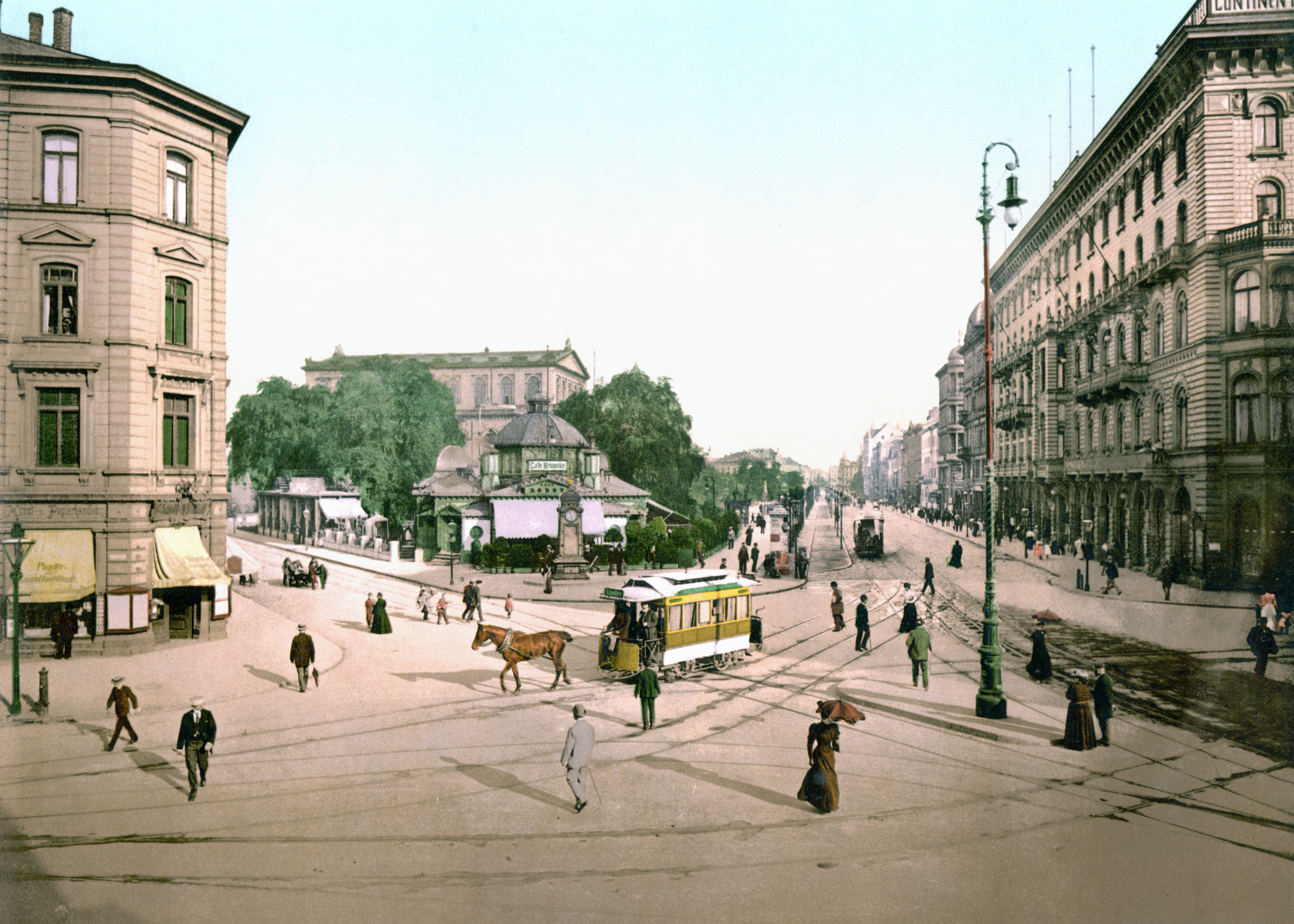
Am Kröpcke, 1895

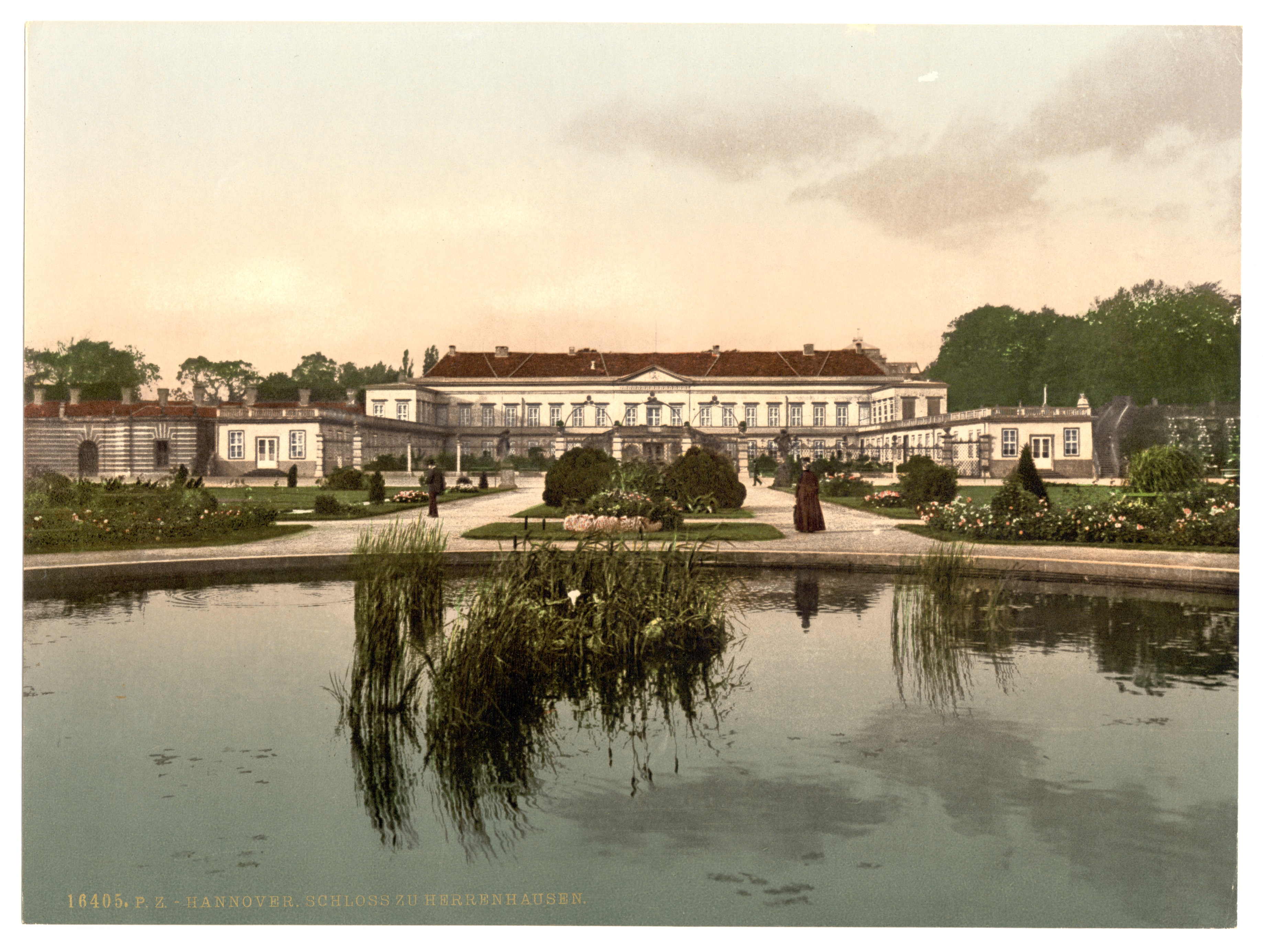
Schloss Herrenhausen, 1895

| Reyes de Hannover | Reyes de Hannover | Reyes de Hannover | Reyes de Hannover |
| Imagen            | Nombre            | Fechas            | Notas |
| ----------------- | ----------------- | ----------------- | --- |
|                   | Jorge III         | 1814-1820         | Jorge III estuvo mentalmente afectado durante estos años, y el poder lo ejerció una regencia.                                |
|                   | Jorge IV          | 1820-1830         | Hijo del precedente. Regente 1811–1820.                                                                                      |
|                   | Guillermo         | 1830-1837         | Hermano del precedente. El último monarca que gobernó tanto en Hannover como en el Reino Unido.                              |
|                   | Ernesto Augusto   | 1837-1851         | Hermano del anterior. Su ascenso separó las coronas de Hannover y el Reino Unido, pues esta última pasó a la reina Victoria. |
|                   | Jorge V           | 1851-1866         | Hijo del precedente. Perdió sus territorios en favor de Prusia en la guerra austroprusiana.                                  |

### Provincia de Hannover 1866-1946
La provincia de Hannover (Provinz Hannover) fue provincia del reino de Prusia y el Estado Libre de Prusia desde 1868 hasta 1946. La ciudad de Hannover se convirtió en la capital de esta provincia. 
Aunque los hannoverianos se opusieron, en líneas generales, a la anexión, lo cierto es que resultó beneficiosa para la industria de Hannover. La introducción del comercio libre promocionó el crecimiento económico, y lideró la recuperación del Gründerzeit (la era de los fundadores). Entre 1879 y 1902 la población de Hannover creció desde 87.600 hasta 313.940. [cita requerida] En 1842 se había inaugurado el primer tranvía de tracción animal, y desde 1893 se instaló un tranvía eléctrico. En 1887, Emile Berliner de Hannover inventó la grabación y el gramófono.

### República de Weimar
En 1920 se incorporan a Hannover la ciudad de Linden con los barrios de Linden Nuevo y Viejo, Limmer, Davenstedt, Badenstedt, Bornum y Ricklingen, creciendo la población de 80.000 a 400.000 habitantes. En 1928 también se unieron el castillo y los Herrenhauser Garten, Leinhausen y Marienweder. En 1937 hicieron lo mismo partes de Bemerode y Laatzen.
Desde 1918 el burgomaestre de la ciudad es el Oberbürgermeister ('Alcalde') y no el Stadtdirektor ('Administrador de la ciudad'). El primer alcalde fue el socialdemócrata Robert Leinert, sustituido en 1925 por el conservador Arthur Menge, que se mantuvo en el puesto hasta 1937. Gracias a sus medidas de creación de empleo, se pudo construir el Maschsee y el Hermann-Löns-Park, parque de 86 ha al sureste de la ciudad. En el aspecto cultural, Hannover fue una referencia en los años 20 con la fundación del grupo Vorort der Moderne por parte de Kurt Schwitters. Dirigió la revista dadá Merz y el grupo die abstrakten Hannover.
En 1921 se construye en la fábrica de HAWA el HAWA Vampyr, el primer planeador del mundo para todos los tipos de aire. En 1924 Hanomag fabrica el Kommissbrot, primer coche producido en serie de Europa. El Schienenzeppelin, vehículo ferroviario de alta velocidad impulsado por una hélice, se construye en 1930.

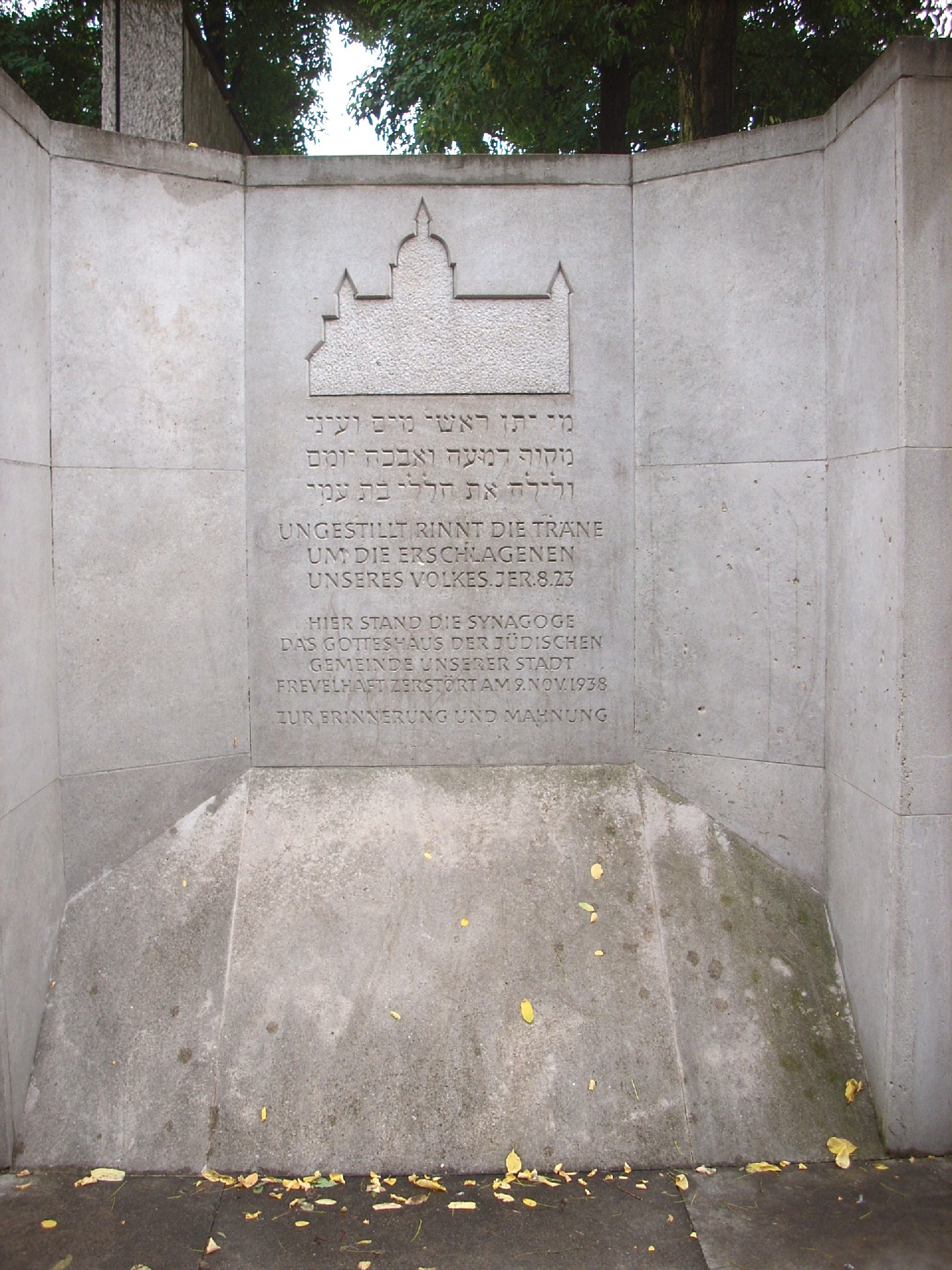
Monumento conmemorativo en recuerdo de la sinagoga de Calenberger Neustadt, destruida en 1938.

### La Alemania nazi
A partir de 1937 el alcalde y los comisionados del estado de Hannover eran miembros del NSDAP (Partido nazi). Entonces había una gran población judía en Hannover. 484 judíos de Hannover de origen polaco fueron expulsados a Polonia, incluyendo a la familia Grynszpan a finales de octubre de 1938. Sin embargo, Polonia rechazó aceptarlos, dejándolos abandonados en la frontera con miles de otros deportados judío-polacos, alimentados sólo intermitentemente por la Cruz Roja polaca y organizaciones de beneficencia judía. El segundo hijo de esta familia, Herschel Grynszpan, se encontraba en París cuando se enteró de la expulsión de su familia. Fue a la embajada de Alemania y disparó al diplomático alemán Ernst Eduard vom Rath, que murió poco después.
Los nazis tomaron esta acción como pretexto para un pogromo por todo el país, conocido como la «Noche de los cristales rotos». Alcanzó Hannover el 9 de noviembre de 1938, cuando la sinagoga de Calenberger Neustadt, diseñada en 1870 por Edwin Oppler en estilo neorromántico, fue incendiada por los nazis. 
En septiembre de 1941, a través del plan de "Action Lauterbacher", se empezaron a crear guetos para el resto de las familias judías de Hannover. Incluso antes de la Conferencia de Wannsee, el 15 de diciembre de 1941 los primeros judíos eran deportados a Riga. Un total de 2.400 personas fueron deportadas, y muy pocas sobrevivieron. Durante la guerra se construyeron siete campos de concentración en Hannover, en los que se confinó a muchos judíos.  De los aproximadamente 4.800 judíos que vivían en Hannover en 1938, no quedaban más de 100 a la llegada de las tropas estadounidenses, el 10 de abril de 1945, para ocupar Hannover a finales de la guerra.[cita requerida] Hoy, un monumento en la plaza de la Ópera de Hannover recuerda la persecución de los judíos en Hannover.
Después de la guerra un gran grupo de judíos ortodoxos supervivientes del cercano campo de concentración de Bergen-Belsen se asentaron en Hannover.

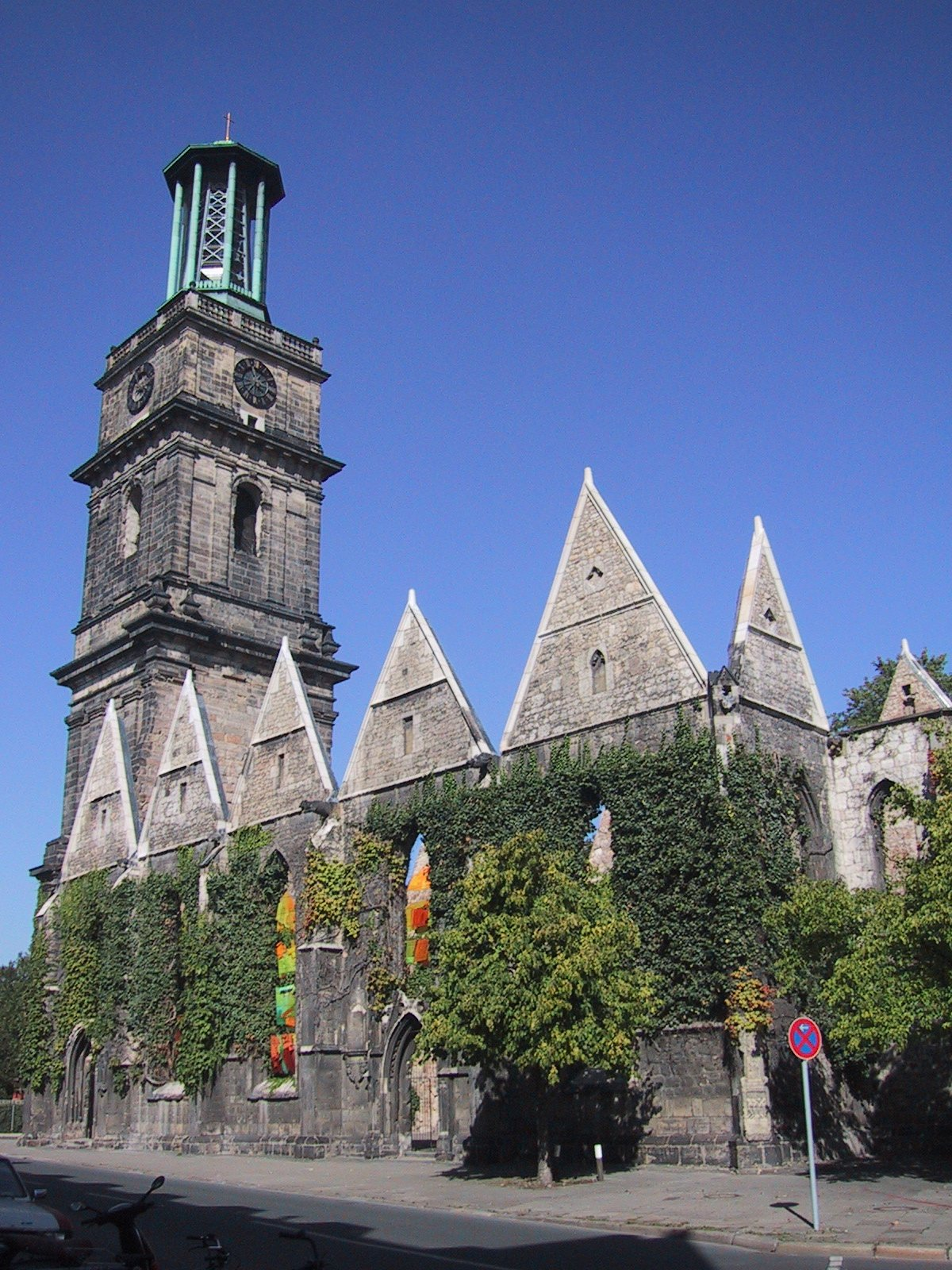
La Aegidienkirche no fue reconstruida y sus ruinas se mantuvieron como un monumento conmemorativo a la Segunda Guerra Mundial.

Además de un campo para gitanos, alrededor de Hannover existían varios campos de concentración con miles de reclusos en condiciones inhumanas. Cuatro días antes de la liberación de Hannover, 150 reclusos fueron fusilados. Durante la guerra alrededor de 60.000 desplazados hicieron trabajos forzosos en 500 campos de concentración, principalmente en la industria de defensa.

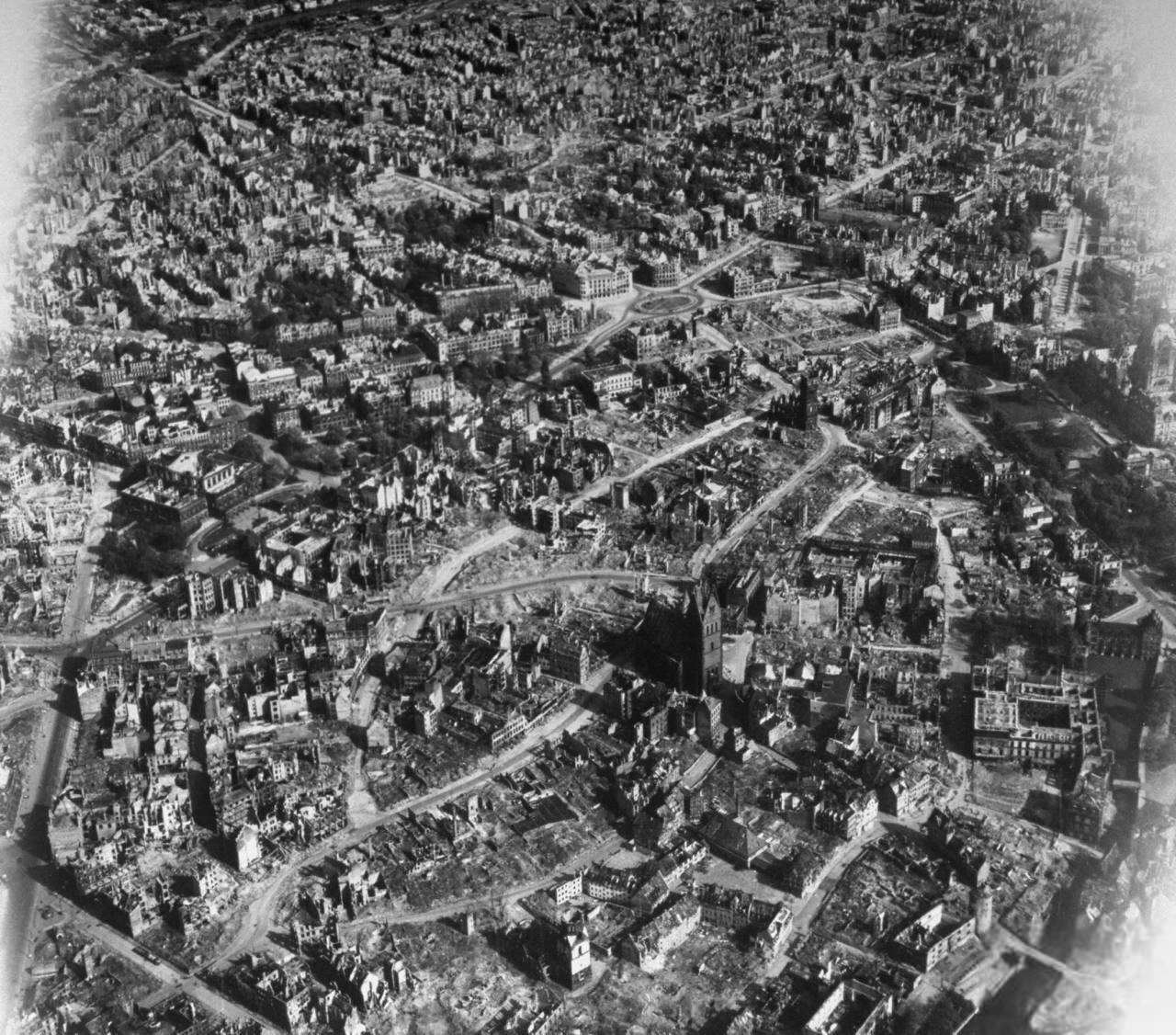
Hannover en 1945, después de ser bombardeada durante la Segunda Guerra Mundial. Foto de Margaret Bourke-White.

El arquitecto de la ciudad Karl Elkart organizó las deportaciones de judíos y la arianización del arte y la cultura. En el campo de concentración de Ahlem se levantó en 1987 un monumento en el recinto de la antigua Escuela Judía de Horticultura.

### La Segunda Guerra Mundial

Mapa de Hannover durante la Segunda Guerra Mundial en 1943

Durante la Segunda Guerra Mundial Hannover fue un importante centro de transporte y de fabricación de armamento, por lo que a partir de 1940 fue blanco de los bombardeos aliados, incluyendo la Campaña del petróleo. Entre los objetivos estuvieron la AFA (Stöcken), la refinería de Deurag-Nerag (Misburg), las plantas Continental (Vahrenwald y Limmer), la fábrica de metalistería ligera (VLW) en Ricklingen y Laatzen (hoy feria de Hannover), la planta de goma Hannover/Limmer, la empresa Hanomag (Linden) y la fábrica de tanques M.N.H. Maschinenfabrik Niedersachsen (Badenstedt). Trabajadores forzados fueron a veces usados para el subcampo de Hannover-Misburg del campo de concentración de Neuengamme. Áreas residenciales fueron también objetivos, y más de 6.000 civiles fueron muertos por los bombardeos aliados. Más del 90% del centro de la ciudad fue destruido en un total de 88 ataques. Después de la guerra, la Aegidienkirche no fue reconstruida y sus ruinas se dejaron como monumento conmemorativo de guerra.
El avance aliado sobre el terreno hacia el interior de Alemania llegó a Hannover en abril de 1945. La 84.ª división de infantería tomó la ciudad el 10 de abril de 1945.

### Reconstrucción y desarrollo hasta el presente
Hannover estaba en la zona de ocupación británica, y fue parte del nuevo estado (Land) de Baja Sajonia en 1946. Tras ello, el pueblo elige un nuevo Consejo, que designa a un alcalde. Entre 1972 y 2006 ocupó el puesto la misma persona, Herbert Schmalstieg.
La reconstrucción de la ciudad se llevó a cabo bajo la dirección de Rudolf Hillebrecht, arquitecto municipal. La nueva ciudad se basó en el modelo Autogerechte Stadt, orientado por completo al coche. La ciudad está circunvalada por calles de varios carriles (Lavesallee, Leibnizufer, Hamburger Allee y Berliner Allee) unidas por rotondas. Gran parte del tráfico que atravesaba la ciudad ha sido desviado hacia vías rápidas. La vía de Messe atravesó por el medio el parque de Eilenriede. El entramado histórico urbano de la ciudad se mantiene a grandes rasgos. La malla de calles sólo traza las líneas principales de las calles históricas.
Una de las características de Hannover es la aparición de zonas urbanas alejadas de la estructura histórica, lo que le valió reconocimiento a nivel nacional. Más tarde se revisaron los valores urbanos de la reconstrucción, tomando como modelo los barrios del siglo XIX y no el desarrollo urbano moderno, orientado al coche como en las ciudades de Estados Unidos. Las pérdidas causadas por la guerra lleva a muchos habitantes de Hannover a pedir que se reconstruyan los edificios históricos tal y como estaban antes de la guerra. Por ello, se decide la reconstrucción de la antigua residencia de verano de los Welfen en Herrenhauser Garten. 
En 1947 Rudolf Augstein funda la revista Der Spiegel y un año más tarde Henri Nannen hace lo mismo con la revista Stern. Ambos periódicos importantes se trasladaron poco después à Hamburgo. Durante 1951 se celebra el primer Bundesgartenschau (Feria Nacional de Jardinería).

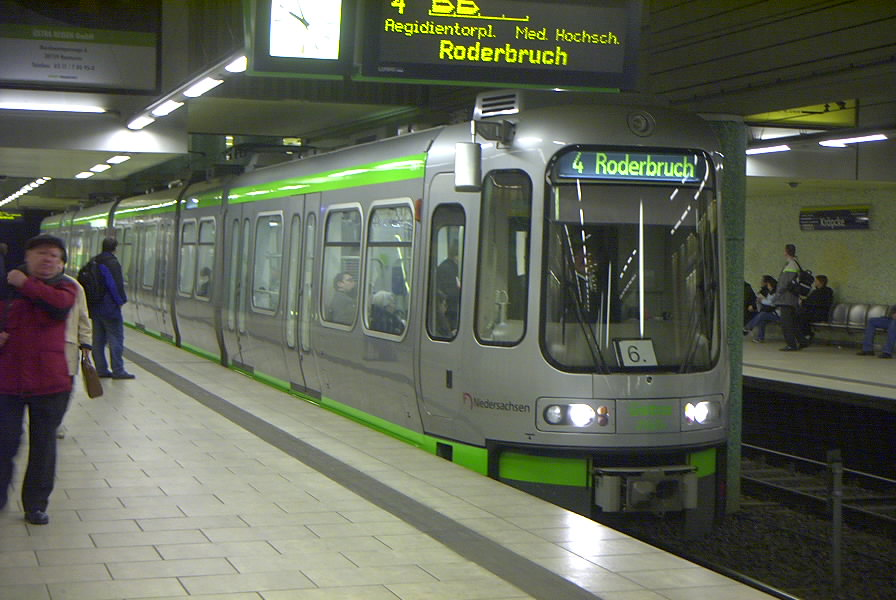
Ferrocarril urbano de Hannover.

El 23 de junio de 1965 el Consejo de la ciudad decide construir una red de metro. En el centro de la ciudad se realiza una red de túneles que conectarán con la red de tranvías. Las obras comenzaron el 16 de noviembre de 1965 en Waterlooplatz. La red se siguió construyendo a lo largo de los años, hasta 1993. Al finalizar las obras se peatonalizaron grandes zonas, como el centro de la ciudad y la Lister Meile.
En el 2000 se celebró en la ciudad la Expo 2000, la primera Exposición Internacional que se celebraba en Alemania. El tema fue «Hombre, naturaleza y tecnología — Origen de un nuevo mundo». Se esperaban 40 millones de visitantes, aunque sólo se llegó a 18 millones, por lo que el balance general fue negativo.
En 2001 la administración de la ciudad de Hannover ha sido unificado con el antiguo distrito de Hannover. Juntos, forman parte de la Región de Hannover.
Hoy Hannover es Ciudad vicepresidente de Alcaldes por la Paz, una organización internacional de alcaldes que moviliza ciudades y ciudadanos por todo el mundo para abolir y eliminar armas nucleares para el año 2020.

## Escudo
Después de la unión personal con Gran Bretaña finalizó en 1837, Hannover mantuvo los estandartes y las armas reales británicas, sólo introduciendo una nueva corona (según el modelo británico).

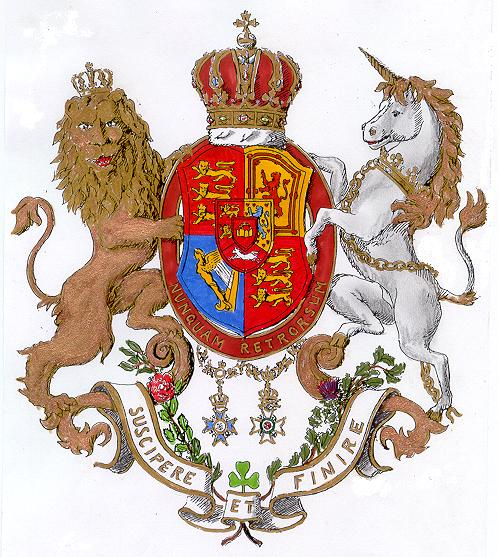
Escudo de armas de los monarcas de Hannover.

Estandarte del monarca.

## Para saber más
- Benjamin Vincent (1910). «Hanover». Haydn's Dictionary of Dates (25.ª edición). Londres: Ward, Lock & Co.